# Codul civil din Quebec
La jumătatea secolului trecut, Quebec a luat decizia modificării codului său civil. În final, după o muncă de aproximativ 50 de ani, acesta a reușit să dea lumii un Cod modern ce a intrat în vigoare în 1994.
Codul civil din Quebec este o  autentică recodificare și nu o simplă aducere la zi a legislației existente până la acel moment, fiind codificate și soluții jurisprudențiale.
Acesta grupează, într-o concepție monistă, instituțiile fundamentale din dreptul civil: persoana fizică și juridică, familia, succesiunile, bunurile, obligațiile, inclusiv contractele speciale, prioritățile și ipotecile, probele, prescripția extinctivă, publicitatea drepturilor, precum și normele de drept internațional privat. 
De asemeni, în procesul de modernizare, de recodificare a Codului civil din Quebec, un rol deosebit de important l-a avut și «Loi sur l’application de la réforme du Code civil». Aceasta lege și-a propus să umple golurile legislative în materia dreptului tranzitoriu și a avut ca scop reducerea riscurilor de confuzie, precum și evitarea procedurilor inutile în momentul schimbării legislative. Dispozițiile sale au avut ca obiect reglarea conflictelor de legi ca urmare a intrării în vigoare a noii reglementări.